# 国务院农业转基因生物安全管理部际联席会议
国务院农业转基因生物安全管理部际联席会议是中华人民共和国国务院的议事协调机构。

## 历史
2007年10月12日《国务院办公厅关于同意农业转基因生物安全管理部际联席会议制度的函》(国办函〔2007〕106号)批复建立农业转基因生物安全管理部际联席会议制度。贯彻落实国务院关于农业转基因生物安全管理的决策和部署；研究农业转基因生物安全管理工作的重大政策，提出有关政策建议；修订和完善《农业转基因生物安全管理条例》及配套规章；研究协调部门间联合执法与行政监管等重大事项；研究协调农业转基因生物安全管理能力建设事项；研究协调应对农业转基因生物安全重大突发事件；制定、调整农业转基因生物标识目录；完成国务院交办的其他事项。联席会议办公室设在中华人民共和国农业部。

## 成员
- 召集人：农业部部长孙政才
- 成员：
  - 发展改革委副主任杜鹰
  - 教育部副部长赵沁平
  - 科技部副部长刘燕华
  - 财政部副部长廖晓军
  - 农业部副部长危朝安
  - 商务部副部长易小准
  - 卫生部副部长陈啸宏
  - 工商总局副局长刘凡
  - 质检总局副局长魏传忠
  - 环保总局副局长吴晓青
  - 国家林业局副局长李育材